# Várbalog
Várbalog is een plaats (község) en gemeente in het Hongaarse comitaat Győr-Moson-Sopron. Várbalog telt 464 inwoners (2001).